# رالف ايمرسون (عالم نبات)
رالف ايمرسون (بالإنجليزية: Ralph Emerson)‏ (1912-1979) عالم نبات أمريكي معروف والأكاديمي، واستاذ في جامعة كاليفورنيا، بيركلي وواحد من الذين ساهموا في مجالات علم النبات، وعلم الأحياء، وعلم الفطريات خلال السنوات التي قضاها في البحث والتركيز على الفطريات المائية وحرارة .